# Elena Perelman
Elena Perelman (en rus: Елена Перельман), coneguda com a artista com a Elena Nahum Leroy, és una matemàtica i artista rus-canadenca. És germana petita del també matemàtic Grigori Perelman.

## Vida i obra
Perelman va néixer a Leningrad, avui Sant Petersburg, deu anys després que el seu germà Grigori, en una família de llinatge jueu. El pare, Yakov Perelman, era enginyer elèctric i va emigrar a Israel el 1993. La mare, Lyubov Leibovna Steingolts, va treballar com a professora de matemàtiques en una escola professional. Després que el seu marit marxés a Israel, ella es va quedar a Sant Petersburg. En algunes fonts, se'ls atribueix als Perelman erròniament un parentiu directe amb Yakov Isidorovich Perelman, un famós físic, matemàtic i astrònom.
De 1993 a 1998 Elena va estudiar matemàtiques a la Universitat Estatal de Sant Petersburg obtenint un màster en ciències. Després va investigar a l'Institut Weizmann per la Ciència (Weizmann Institute for Science) a Rehovot, a Israel, on es va doctorar el 2003 amb Anthony Joseph com a tutor amb la tesi Quantization of hypersurface orbital varieties in simple Lie algebras of classical types.
És autora i editora de diversos llibres de text impresos per a universitats i centres de formació professional i també a actuat com consultora en fons d'inversió.

## Treballs científics
- amb Alexander Ploner, Stefano Calza, Yudi Pawitan: Detecció de l'expressió diferencial en dades de microarrays: comparació de procediments òptims A: BMC bioinformatics, Vol. 8, 26.1, 2007, Springer, doi:10.1186/1471-2105-8-28